# Malahide (Ontario)
Malahide es un municipio canadiense situado en la provincia de Ontario.

## Superficie
Malahide tiene una superficie de 394,27 km².

## Demografía
En 2021, tenía 9308 habitantes, una densidad poblacional de 23,6 hab./km², y 3178 viviendas.